# Södra Selsbosjön
Södra Selsbosjön är en sjö i Örnsköldsviks kommun i Ångermanland och ingår i Moälvens huvudavrinningsområde. Sjön har en area på 0,157 kvadratkilometer och ligger 277 meter över havet.

## Delavrinningsområde
Södra Selsbosjön ingår i det delavrinningsområde (706561-160353) som SMHI kallar för Mynnar i Holmsjöbäcken. Medelhöjden är 305 meter över havet och ytan är 20,24 kvadratkilometer. Det finns inga avrinningsområden uppströms utan avrinningsområdet är högsta punkten. Selsbosjöbäcken som avvattnar avrinningsområdet har biflödesordning 3, vilket innebär att vattnet flödar genom totalt 3 vattendrag innan det når havet efter 87 kilometer. Avrinningsområdet består mestadels av skog (69 procent) och sankmarker (13 procent). Avrinningsområdet har 0,24 kvadratkilometer vattenytor vilket ger det en sjöprocent på 1,2 procent.